# 上帝也瘋狂3：開天闢地
《上帝也瘋狂3：開天闢地》（Populous: The Beginning）是Populous系列的第三代，由牛蛙公司在1998年開發。在1999年被移植到PlayStation上。

## 特色
上帝也瘋狂與前兩代的Populous有所不同，在這一代中玩家扮演的是祭司（原始部落的女首領），女祭司要征服24個星球，每一關最多有三個部落為玩家的敵人（紅色：達金尼Dakini；綠色：馬特克Matak；黃色：克麥拉Chumara；玩家的顏色是藍色）。在最後關中祭司成為了神，可以任意消滅對她不忠的人。
在遊戲中祭司是最重要的主力，但也是最脆弱的（不過由於遊戲設定上，祭司生命值回復速度很快，所以除了武士外，其他信徒單對單都無法戰勝祭司）。祭司在遊戲中靠施法術來發揮其重要作用，在前24關中施展任何法術都是有範圍的，在25關中由於祭司成為了神，則可以在星球的任何地方施展法術。此遊戲有三個俯視視角和360度的旋轉視角，並可使玩家旋轉地球儀一樣來查看整個星球的戰況。可在遊戲畫面左側的面板看到祭司的狀態，可建造的建築物，可施展的法術和每一個信徒的狀態。
上帝也瘋狂的多人模式，可以通過數據機、本地連線、IPX，或TCP/IP協議連線。

### 職業
祭司是部落的首領，帶領著所有信徒，在遊戲中信徒分為勇士、武士、傳教士、火武士和間諜。
其中勇士負責建造建築並生兒育女產生更多信徒來壯大部落（每個部落最多允許199個信徒，超出這個範圍之後信徒數量不會再增加，但可以用傳教士使敵人皈依或用催眠術催眠敵人後，訓練成別的職業這兩種方法來突破199個信徒的限制）。
武士負責近身攻擊，他的生命力是繼祭司之後最強的，在近身攻擊時他的殺傷力也是最強。
傳教士的職責是將敵人的信徒皈依到自己的部落（敵人的傳教士和祭司除外），傳教士不會主動攻擊敵人，而是唱著聖經，當敵人聽到傳教士的朗讀聲後會不由自主地聆聽，過一段時間後便皈依。
火武士和武士不同，他不善於近身攻擊，但他會發射火球進行遠距攻擊。
間諜在遊戲中生命力最脆弱，他只會扮成敵人的勇士，然後燒毀敵人的建築，在一些特殊關卡中有重要作用。
另外在地圖上有不少中立的野人，他們只會走來走去，或是喝水和吃野果，不會作出任何攻擊。祭司可以用皈依術使這些野人成為我方的勇士。

### 建築
上帝也瘋狂中的建築有茅屋、武士訓練營、神殿、火武士訓練營、間諜訓練營、船塢、熱氣球屋、守衛塔、守衛站。其中茅屋是唯一可以升級，茅屋有三個等級－小茅屋、中茅屋、大茅屋。其中小，中，大茅屋分別可容納3，4，5個人。武士訓練營可將信徒訓練成武士，神殿可將信徒訓練成傳教士，火武士訓練營可將信徒訓練成火武士，間諜訓練營可將信徒訓練成間諜，將勇士放入船塢中后，每一個勇士可造出一艘船（可載五人），將勇士放入熱氣球屋後，每一個勇士可造出一個熱氣球（可載兩人），守衛塔是唯一一個可以在任意位置建造的建築物，它可用來擴充領土，把信徒放入守衛塔中，可以起到守衛作用，當敵人入侵時，在守衛塔中的信徒會敲響警鐘，並作出相應的防守，例如武士會召喚其他武士幫助，火武士會施放火球，傳教士會傳教。在守衛塔中的信徒攻擊範圍會更廣，祭司的施法範圍也更大。建造建築物，需要樹木。不同的建築物需要的木材數量不同。樹木砍伐後會隨著時間過去重生，但如果在樹木的重生地點上建造建築的話，該地點的樹木就無法重生，直至該建築完全拆除。而守衛站不屬於建築物，也不需木材，同樣可放置在世界任何角落，設置守衛站後便可差派您的手下在該區域進行圓周式的巡邏動作，當有敵人靠近時便會主動出擊。

### 環境
輪迴座：遊戲開始後會，祭司會製造出有八個角的圓形廣場，祭司可在此重生，無法在上面建築或是被破壞，當信徒全滅，祭司死亡便不再復活，輪迴座也會消失。
石像頭：當信徒對其膜拜後，可以得到神的獎勵，如新的魔法或建築等，次數有限。點擊滑鼠右鍵可以知道目前需要多少人膜拜。
知識庫：祭司膜拜後能永久學會一些新的技術，如建造新的建築物，學會敵人的技術。只有祭司才能膜拜。
圖騰柱：膜拜能得到它的幫助，在還沒學會你最需要的法術時，試試派人去去膜拜它吧。
方尖塔：方尖塔就猶如圖騰柱一樣，必須是祭司才能膜拜，作用和圖騰柱類似。
水：上帝也瘋狂3的世界中，任何人包括祭司在內都是不會游泳的，當有敵方祭司在水邊時，試著在他旁邊施展衝擊波術吧！

## 關卡
- 單人遊戲
- 本傳（1998年）：開天闢地 The Beginning

1. 旅程開始／The Journey Begins
2. 夜幕降臨／Night Falls
3. 信任危機／Crisis of Faith
4. 聯合武力／Combined Forces
5. 從天而降的死神／Death From Above
6. 建造橋梁／Building Bridges
7. 未見過的敵人／Unseen Enemy
8. 被分割的大陸／Continental Divide
9. 迷霧出擊／Fire in the Mist
10. 來自深處／From the Depths
11. 不忠的靈魂／Treacherous Soul
12. 簡單目標／An Easy Target
13. 從空中來的攻擊／Aerial Bombardment
14. 四面受擊／Attacked From All Sides
15. 監禁／Incarcerated
16. 嗜血／Bloodlust
17. 中立／Middle Ground
18. 獵頭人／Head Hunter
19. 不可能的同盟／Unlikely Allies
20. 愛琴海／Archipelago
21. 破碎的大地／Fractured Earth
22. 孤軍奮戰／Solo
23. 地獄之火／Inferno
24. 旅程的終結／Journey's End
25. 開天闢地／The Beginning

在第 5, 10, 15, 22 和 25 關中玩家要執行特別任務。例如在第五關中玩家要在有限時間内拜得神像，召喚到死亡天使。在第24關「旅程結束了」之後，祭司成爲了神，在第25關中祭司可在無限範圍施展法術。
- 官方資料片（1999年)：未知的世界 Undiscovered Worlds

1. 劫後餘生／Aftermath
2. 熔岩流／Lava Flow
3. 靈魂的遺族／Soul Survivor
4. 世界網路／World Wide Web
5. 人肉盾牌／Human Shield
6. 無人之地／No Man's Land
7. 護盾術力場／Portection Racket
8. 雙重監禁／Prisons
9. 蔽日遮天／Overshadowed
10. 要塞／Fortress
11. 暗殺／L'Assassine
12. 天災／Natural Disaster

牛蛙公司默認的15個多人地圖
- 2-玩家

1. Hills Divide Us
2. Eye of the Storm
3. Two Crabs
4. Skirmish
5. All Around the World

- 3-玩家

1. Linked Isles
2. Skirmish
3. Three-Way
4. Avenging Angels
5. Sandy Castles

- 4-玩家

1. Two on Two
2. Craters
3. Dead Sea
4. Face Off
5. Pressure Point

以下包括未發現的世界:
- 2-玩家

1. Barricade
2. Battlements
3. Cog
4. Sliced Beetle
5. Two Way
6. Multiple Choice

- 3-玩家

1. Canyon
2. Angels
3. Three Crabs

- 4-玩家

1. Cog
2. Clockwise
3. Walls

## 法術
法術的來源分成兩種，一種為透過膜拜石像頭後的獎賞，另一則是進入知識庫學習，而石像頭的獎賞法術施展次數有限（少部分特殊關卡有無限次數的），但知識庫所習得之法術則是永久性，每當施展過後需一定時間來恢復魔力值以便重新施展，而恢復的速度則是和信徒的人數有關，當您擁有越多的信徒，您法力恢復的速度越外，一般來說當信徒人數達到199人的最高人數時，此時祭司的魔法恢復速度最快。
| 名稱       | 效果 | 咒語                                |
| ---------- | --- | ----------------------------------- |
| 皈依術     | 將野人變為信徒 | "Sunama"                            |
| 衝擊波術   | 產生一團火球與衝擊波，對周圍的人與建築物造成一定破壞。 | "Taka!"                             |
| 大地之橋術 | 連接兩塊別海洋或山脈隔開的陸地，使兩地間的海拔相同。也可以在低處往高處施，建立一條坡道，使人更容易爬坡。 | "Tuscatsi!"                         |
| 閃電術     | 產生一道閃電，使被擊中的目標，人或建築物，被擊斃或燒毀 。 | "Shoka!"                            |
| 毒蟲術     | 產生一團毒蜂群，來蜇散敵人，並在一定程度上，對敵人造成傷害，中了毒蟲術的角色無法被控制。 | "Hornaga!"                          |
| 隱形術     | 使信徒隱形一段時間，如果你對空地施展法術，則所有在短距離之内的信徒都會被隱形。被隱形的信徒一旦攻擊敵人，或是隱形術的作用消失，就會現形。祭司不能被隱形。 | "Saytango!"                         |
| 沼澤術     | 形成沼澤地，所有經過這裡的人都會被吞噬，包括自己的信徒和祭司。吞噬一定數量的人後，沼澤就會消失。 | "Mortenga!"                         |
| 催眠術     | 可以使敵人的信徒暫時被皈依，但當你催眠的信徒是敵人的最後的信徒時，他將永遠被皈依。如果訓練被施了催眠術的信徒，那他將永遠是你的信徒。祭司不能被催眠。 | "Noctana!"                          |
| 腐蝕術     | 使地面塌陷，水邊的地面會變成海水。此法術可以摧毀海邊，或高山地區的建築物。 | "Dasanko!"                          |
| 移山填土術 | 使被施展法術的地區海拔變得一致。 | "Laniatu!"                          |
| 地震術     | 被施展法術的地區會產生一段時間的地震，並同時產生懸崖或裂縫。此法術適用于高山或海邊。 | "Lakaiee!"                          |
| 魔法護盾術 | 使信徒身上形成暫時一圈魔法護盾，過一段時間后魔法護盾會自行消失。被施了魔法護盾的信徒可以抵禦住敵人火武士的攻擊與敵人祭司的法術，防禦力也會有顯著的上升。此法術對祭司無效。 | "Shield Activating, no incantation" |
| 龍捲風術   | 形成龍捲風，可卷走龍捲風所經過的所有建築物和人。 | "Jeenah"                            |
| 火風暴術   | 使天空下起火球雨，除了施展法術的外，任何被火球砸到的人都會燃燒或死亡，同時給予建築物強力的破壞。 | "Tumaga"                            |
| 死亡天使術 | 召喚死亡天使，死亡天使是一條會飛的巨龍，死亡天使會吃掉任何它所看到的敵人。但它過一段時間後會自動消失，如果不停受到火武士的攻擊，它可能會被殺死（30個或以上的火武士可以在瞬間殺死死亡天使）。如果兩個不同部落的死亡天使遇到一起，則會進行決鬥，體力更強的一方會獲勝，另一方則被殺死。（通常是比較遲被召喚的死亡天使獲勝） | "Mortazan!"                         |
| 火山爆發術 | 形成一座火山，並噴出岩漿，所有火山附近的人或建築都會被殺死或摧毀。即使岩漿停止噴出了，隆起的火山地形依然會留在地面上。被岩漿流過的地方在一段時間內都無法建築。 | "Padatanka"                         |
| 特殊法術   | 效果 | 咒語                                |
| 毀天滅地術 | 形成世界末日決鬥台，所有使部落的信徒都會被傳送到決鬥台互相決鬥。最後信徒還沒死光的一方就會獲勝。如果有一方的部落沒有某一種職業的信徒，也會自動分配一個該職業的信徒給那一方。 | "Taka"                              |
| 嗜血術     | 被施展了此法術的信徒，將會暫時變得更強壯，往往能殺死比自己更強壯的敵人。此法術對祭司無效。 | "shaman death sound"                |
| 傳送術     | 能迅速把祭司傳到任何位置。此法術只對祭司有效。 | "Shaman being blasted sound"        |

## 外部連結
- 上帝也瘋狂線上連線網 （页面存档备份，存于）
- 互联网电影数据库（IMDb）上《上帝也瘋狂3：開天闢地》的资料（英文）